# Nicola Principato

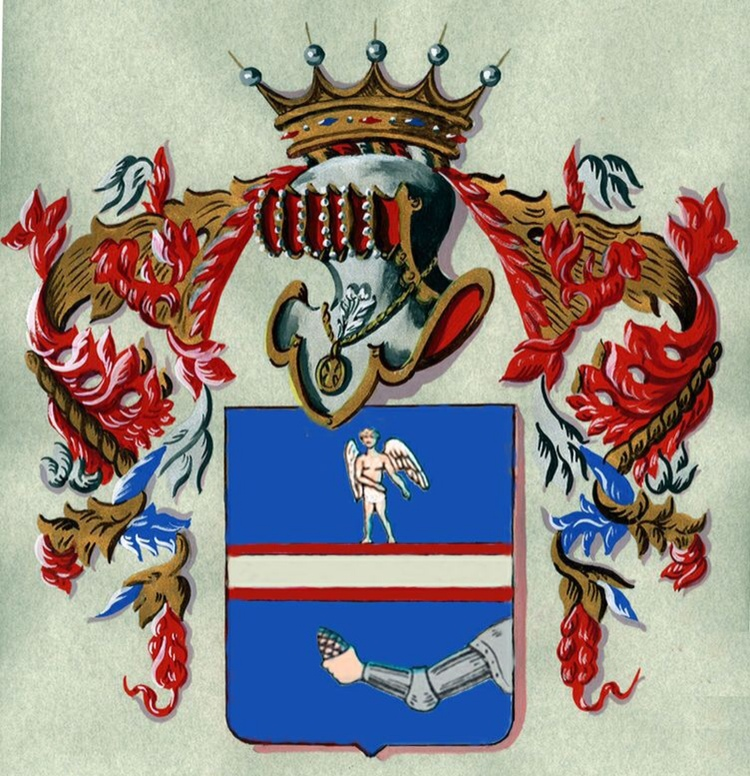
Stemma della famiglia Principato

Nicola Principato (fl. 1430-1438) è stato un vescovo cattolico italiano della diocesi di Policastro.

## Biografia
Fu uno dei figli di Benedetto de Principato, conte di Policastro, condottiero al servizio dei sovrani del Regno di Napoli Ladislao e Giovanna II d'Angiò-Durazzo. Nicola Principato fu nominato vescovo di Policastro nel 1430. Di lui si sa solo che, con il consenso del capitolo, il 28 agosto 1432 assegnò l'amministrazione della parrocchia di Santa Barbara di Rivello alla chiesa madre della stessa città.